# Sous-préfecture de Kushiro
La sous-préfecture de Kushiro (釧路総合振興局, Kushiro-sōgō-shinkō-kyoku) est une sous-préfecture située sur l'île de Hokkaidō, au Japon.

## Divisions administratives

### Ville
Kushiro est la seule ville de la sous-préfecture de Kushiro dont elle est le chef-lieu.

### Bourgs et villages par districts
La sous-préfecture de Kushiro comporte aussi six bourgs et un village répartis en cinq districts ruraux.
- District d'Akan
  - Tsurui (village)
- District d'Akkeshi
  - Akkeshi
  - Hamanaka
- District de Kawakami
  - Shibecha
  - Teshikaga
- District de Kushiro
  - Kushiro
- District de Shiranuka
  - Shiranuka

## Histoire
La sous-préfecture de Kushiro a été fondée en novembre 1887. De 1922 à 1957, elle s'est appelée sous-préfecture de Kushironokuni.